# Wehrliola
Wehrliola is een geslacht van vlinders van de familie spanners (Geometridae), uit de onderfamilie Ennominae.

## Soorten
- W. punctaria Leech, 1897
- W. revocaria Staudinger, 1892